# Mjällby
Mjällby è una cittadina della Svezia meridionale, nel comune di Sölvesborg, nella contea di Blekinge; nel 2005 aveva una popolazione di 1.271 abitanti, su un'area di 1,67 km².
La cittadina è posta sulla penisola di Listerlandet.
Vi nacque il matematico Lars Hörmander.

## Sport

### Calcio
La squadra principale della città è il Mjällby AIF.